# Hyder
Hyder – osada (ang. census-designated place) w stanie Alaska, położona na końcu fiordu Portland Canal,  na granicy z Kanadą.

## Historia
Przed pojawieniem się Europejczyków, obszar ten zamieszkiwany był przez Ludy Nisga’a i Haida. Osadnicy pochodzenia europejskiego pojawili się w 1898 roku, po odkryciu w tym rejonie złota i srebra.
W latach 1821–1867 przynależność państwowa tych okolic była przedmiotem sporu między Imperium Brytyjskim a Imperium Rosyjskim (a po zakupie Alaski Stanami Zjednoczonymi).
Dzisiejszy przebieg granicy ustalono drogą arbitrażu międzynarodowego w roku 1903. Przemysł wydobywczy po obu stronach granicy rozwijał się do lat 40. XX wieku, w latach późniejszych większość kopalń w rejonie została zamknięta (w tym wszystkie po stronie Alaski).

## Osobliwości
- Hyder nie ma bezpośredniego połączenia drogowego z żadną inną miejscowością na terenie Stanów Zjednoczonych. Dojazd możliwy jest jedynie przez terytorium Kanady. Wynikają stąd silne związki z Kanadą. W powszechnym (choć nieoficjalnym) użyciu są kanadyjskie pieniądze. Mimo oficjalnej przynależności do strefy czasowej Alaski ludność posługuje się na co dzień obowiązującym w Kolumbii Brytyjskiej czasem pacyficznym.
- Hyder jest jedyną miejscowością na Alasce nienależącą do telefonicznej strefy numeracyjnej 907 (używa się numeru kierunkowego 250, tak jak po kanadyjskiej stronie granicy).
- Hyder jest najdalej na wschód wysuniętą miejscowością Alaski.
- Ponieważ Hyder jest miejscowością najłatwiej dostępną dla transportu naziemnego na Alasce, stanowi atrakcję dla turystów motorowych (zwłaszcza motocyklistów), pragnących pochwalić się dojechaniem na Alaskę[1].